# Action Records (Engeland)
Action Records is een muziekwinkel en een onafhankelijk Brits platenlabel, dat voornamelijk rock en indierock uitbrengt. Het label werd in 1979 opgericht in Preston en is eigendom van Gordon Gibson. 
Action Records heeft muziek uitgebracht van onder meer The Boo Radleys, Tompaulin, The Fall en Mark E. Smith.